# Familie Báthory (aus dem Aba-Clan)
Die Báthory von Gágy Familie gehört zum Aba-Klan, einem bedeutenden Zweig der ungarischen Aristokratie. Dieser Klan hat eine reiche Geschichte, die bis ins 14. Jahrhundert zurückreicht, und ist mit mehreren Báthory-Linien verbunden, darunter die von Somlyó, Ecsed und Szaniszlófi. Bis Ende des 17. Jahrhunderts waren alle männlichen Linien dieser Familien ausgestorben, was zur Auslöschung des Namens führte.

## Der Aba-Klan
Der Aba-Klan ist von König Samuel Aba, einem wichtigen Herrscher in der frühen ungarischen Geschichte, abgeleitet. Unter seiner Regentschaft wurden wichtige Grundlagen für den ungarischen Staat gelegt. Die Bedeutung des Aba-Klans wurde durch die Árpád-Dynastie weiter verstärkt, die ihnen zahlreiche Lehen und Ländereien gewährte.
Ein Beispiel für ihren Einfluss ist die Burg Szalánc, die erstmals 1230 erwähnt wird und eine zentrale Rolle in der regionalen Politik spielte. Der Bau dieser Burg, der Graf Péter von Aba (Vorfahre des Báthory-Zweiges) zugeschrieben wird, ist ein weiteres Beispiel für ihren Einfluss und Status.

## Die Entstehung der Báthory von Gágy Familie
Die Báthory von Gágy Familie tritt im frühen 14. Jahrhundert in Erscheinung, als Miklós I. (auch als Miklós Sirokay bekannt) die Besitztümer von Gágy und Gagybátor erhielt. Er diente als königlicher Türsteher und später als Voivode von Transsilvanien, was den wachsenden Einfluss seiner Familie unterstreicht. Miklós und seine Nachkommen errichteten mehrere bedeutende Bauwerke, darunter ein Wohnschloss und eine befestigte Burg. Diese Strukturen dienten nicht nur als Symbole von Macht, sondern auch als strategische Festungen in einer Zeit politischer Unruhen. Leider haben die meisten dieser Bauwerke den verheerenden Konflikten, insbesondere mit den Osmanen und Österreichern, nicht standgehalten. Sie wurden im Lauf der Jahrhunderte zerstört und existieren heute nur noch in historischen Aufzeichnungen.

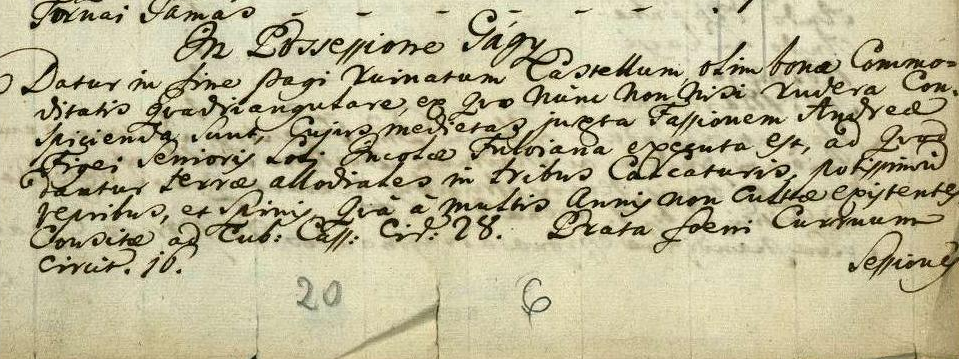
Ein Detail aus dem Güterverzeichnis von 1703 vermerkt, dass die Burg Gagy bereits in Ruinen lag

## Namensgebung und offizielle Etablierung
Im Laufe der Zeit begannen die Nachkommen von Miklós, den Namen „Báthory von Gágy“ zu verwenden, wobei János III. diese Bezeichnung in offiziellen Dokumenten etablierte. Diese Adoption markierte die formelle Gründung der Báthory-Linie im Aba-Klan.
Mit dem Tod von Gábor II. im Jahr 1689 endete die männliche Linie der Báthory von Gágy Familie ohne Erben, was das Ende einer bedeutenden Adelsfamilie in Ungarn einleitete.
Eine herausragende Persönlichkeit der Familie war Katalin Hetesi Pethe, Mutter von Katalin Báthory und László IV. Báthory, deren Abstammung mit einflussreichen mittelalterlichen Familien verbunden war.

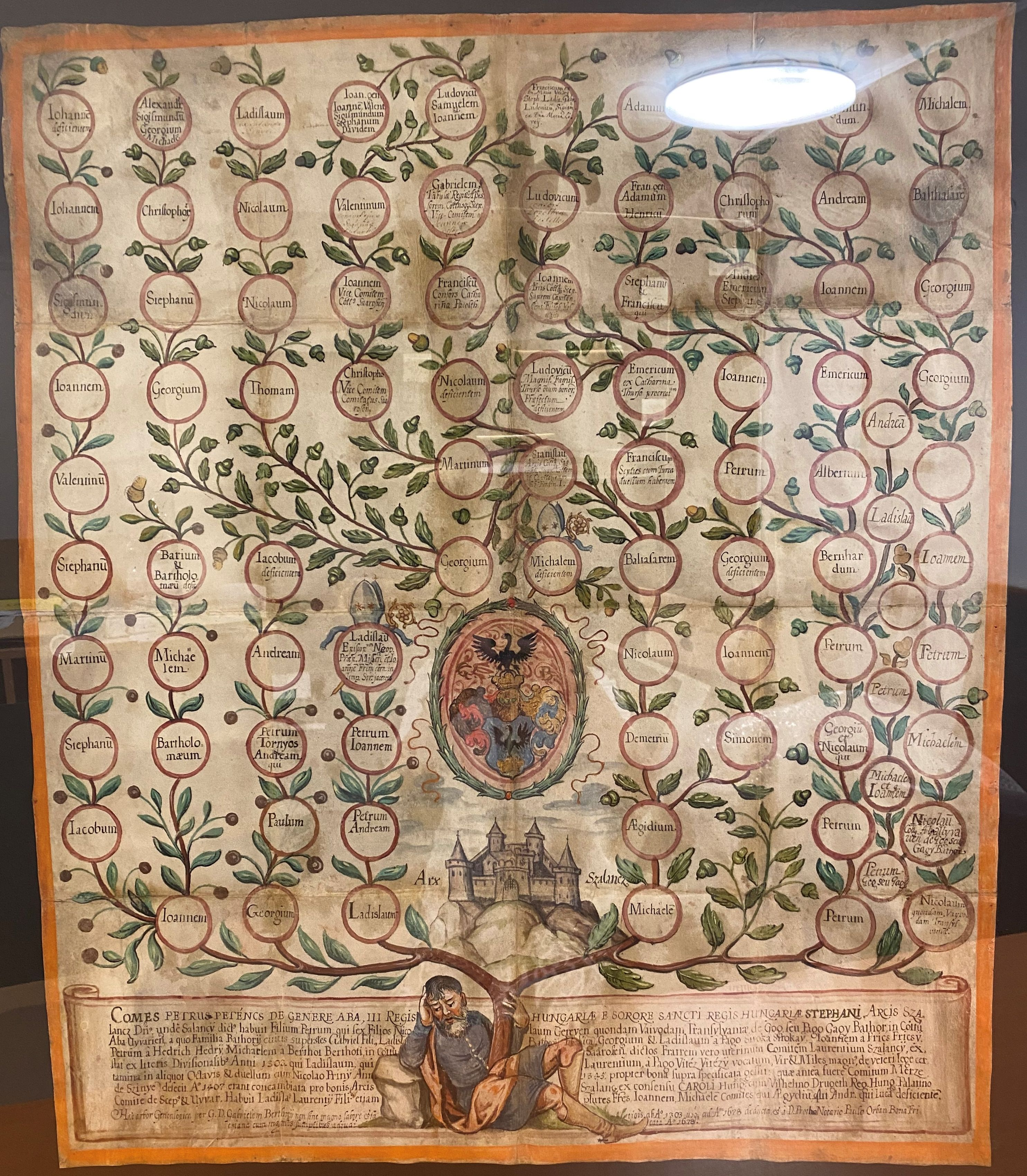
Genealogie der Báthory von Gágy Familie, beginnend mit Graf Peter II. von Aba, Herr von Szalánc, und seinem Sohn Miklós I., Voivode von Transsilvanien, dem Stammvater des Báthory-Zweiges.

## Heraldik und Symbole
Die heraldischen Leistungen der Báthory von Gágy Familie sind akribisch in Johann Ambrosius Siebmachers Wappenbuch verzeichnet, einem umfassenden Katalog europäischer Wappen. Siebmacher, ein renommierter deutscher Heraldiker und Goldschmied, liefert eine detaillierte Darstellung des großen und des kleinen Siegels, das von der Báthory-Familie verwendet wurde. Dieses Siegel spiegelt den adeligen Status der Familie wider und dient als historisches Artefakt, das ihre heraldischen Traditionen dokumentiert.

## Bedeutende Familienmitglieder
Die Familie brachte mehrere bedeutende Persönlichkeiten hervor, darunter:
- Sámuel Aba – Der dritte König von Ungarn.
- Amadeus Aba – Palatin von Ungarn.
- Graf Péter von Aba[11] – Herr der Burg Szalánc.
- Miklós I.[12] – Voivode von Transsilvanien.
- László von Gágy[13] – Ein herausragender Vertreter der Familie.

## Moderne Erforschung der Familiengeschichte
In der Neuzeit spielte Tibor Báthory-Szőnyi eine entscheidende Rolle bei der Überprüfung der Familienlinie und konnte seine Abstammung auf die weibliche Linie zurückverfolgen.
Sein Buch Noblesse Oblige (ISBN 978-615-01-9476-9) beleuchtet die Geschichte der Familie und deren Einfluss auf die ungarische Gesellschaft. Tibors Werk trägt wesentlich zur Bewahrung des Erbes der Báthory-Familie bei und vertieft das Verständnis ihrer Rolle in der ungarischen Geschichte.
Das Buch Noblesse Oblige wurde von Gerhard Rackur ins Deutsche übersetzt und von Europa Authentica Cultural Organization veröffentlicht.